# رايموندو توريس (ملاكم)
رايموندو توريس (بالإسبانية: Raymundo Torres)‏ (17 فبراير 1941 - 11 نوفمبر 1972) هو ملاكم مكسيكي، صنّف ضمن فئة وزن الريشة السوبر ‏ ووزن خفيف الوسط ‏.